# Chihuo
Chihuo là một chi bướm đêm thuộc họ Geometridae.